# Зиндер (град)
Зиндер, међу локалним становништвом познат и као Дамагарам, је по величини други град у Нигеру. Налази се у јужном делу земље. Према попису из 2001. године Зиндер је имао 170.574 становника, а према проценама данас има око 200.000.